# Triniochloa gracilis
Triniochloa gracilis är en gräsart som beskrevs av Gómez-sánchez och Gonz.-led. Triniochloa gracilis ingår i släktet Triniochloa och familjen gräs. Inga underarter finns listade i Catalogue of Life.